# Buddy Burton
William Evans „Buddy“ Burton junior (* Februar 1890 in Louisville (Kentucky); † 6. Juli 1976 ebendort) war ein US-amerikanischer Blues- und Jazzmusiker (Schlagzeug, Waschbrett, Piano, Gesang, auch Celesta, Kazoo), der auch als Bandleader tätig war.

## Leben und Wirken
Burton stammte aus Louisville (Kentucky), von wo aus er um 1922 nach Chicago zog. Im Oktober 1923 hatte er eine erste Aufnahmesession als Mitglied von Jelly Roll Mortons Jazz Band („Someday Sweetheart“, Okeh Records). Er wirkte in den folgenden Jahren an mehreren von Mortons frühen Aufnahmen mit kleineren Ensembles mit und arbeitete auch mit Jimmy Blythes State Street Ramblers. Unter eigenem Namen spielte Burton 1928 als Pianist/Sänger für Paramount Records („Ham-Fatchet Blues“) und Gennett Records („It's No One But You“) fünf Plattenseiten ein; weitere zwei im Duo mit Blythe. 1932 spielte er mit den Memphis Night Hawks, zu denen Kid Sheik Cola, Roy Palmer und Darnell Howard gehörten („Sweet Feet“, Vocalion); außerdem nahm er Duos mit Bob Hudson auf. Erst 1936 entstanden noch weitere Plattenaufnahmen Burtons für Bluebird Records mit der Sängerin Irene Sanders („New Block and Tackle“).
Über sein weiteres Leben danach ist wenig bekannt; er kehrte 1965 in seine Heimatstadt zurück und soll 1976 bei einem selbst verschuldeten Gewehrschuss in Louisville ums Leben gekommen sein. Im Bereich des Jazz war er von 1923 bis 1936 an 48 Aufnahmesessions beteiligt, u. a. mit Junie Cobb, Lovie Austin, Ida Cox, Ozie McPherson, Jimmy O’Bryant, Alexander Robinson, Tillie Johnson und Mae Mathews.
Er schrieb die Nummer „Buddy Burton's Jazz“, die von Blythe’s Washboard Band (1926, mit Burton und Johnny Dodds), später von The Mojo Jazzin’ Five (South Side Chicago Style, 1984) und den Swedish Jazz Kings (mit Bent Persson, 1994) eingespielt wurde.

## Diskographische Hinweise
- W.E. „Buddy“ Burton: South Side Chicago Jazz and Blues Piano (1928-1936) (Wolf Records)[3]